# Mariusz Zielke
Mariusz Zielke (ur. 2 grudnia 1971 w Przasnyszu) – polski dziennikarz śledczy i gospodarczy, pisarz.

## Życiorys
Ukończył Technikum Mechaniczne w Przasnyszu oraz Wydział Dziennikarstwa i Nauk Politycznych Uniwersytetu Warszawskiego. W latach 1999–2009 był związany z dziennikiem gospodarczym „Puls Biznesu”. W 2005 r. zdobył nagrodę Grand Press w kategorii „dziennikarstwo śledcze” za teksty o giełdowych zmowach pt. Grupa trzymająca władzę. Rok później nominowany do tej nagrody w kategorii dziennikarstwa specjalistycznego za cykl o absurdach urzędniczych i przetargach.
W 2009 r. założył Niezależną Gazetę Internetową (www.ngi24.pl), w której objął stanowisko redaktora naczelnego. W 2009 r. Niezależna Gazeta Internetowa została nominowana do nagrody Grand Press jako pierwsze medium internetowe w historii tej nagrody, Mariusza Zielke nominowano ponownie w kategorii „dziennikarstwo śledcze”. W styczniu 2024 roku rozpoczął współpracę z Kanałem Zero, którą zakończył w kwietniu tegoż roku.
Jest autorem serii powieści kryminalnych z dziennikarzem Jakubem Zimnym. Cykl tworzą książki „Wyrok”, „Człowiek, który musiał umrzeć”, „Sędzia” i „Nienawiść”.
Żonaty, ma dwójkę dzieci.

## Publikacje książkowe[8]
- 2011: Asurito Sagishi. Cnotliwy aferzysta
- 2011: Wyspa dla dwojga i inne historie o miłości i zbrodni
- 2012: Asurito Sagishi; komiks, rysunki Tadeusz Raczkiewicz
- 2012: Księga kłamców
- 2012: Wyrok; cykl Jakub Zimny (tom 1)
- 2013: Formacja trójkąta
- 2014: Easylog
- 2014: Twardzielka
- 2015: Człowiek, który musiał umrzeć; cykl Jakub Zimny (tom 2)
- 2015: Sędzia; cykl Jakub Zimny (tom 3)
- 2016: Dla niej wszystko
- 2017: Nienawiść; cykl Jakub Zimny (tom 4)
- 2017: Dyktator
- 2018: Dobre miasto
- 2019: Zło, współautor Artur Nowak
- 2019: Lobbysta
- 2021: Cesarz